# Bubblegum (muziekstijl)
Bubblegum (letterlijk: kauwgom) is een Amerikaanse muziekstijl in de popmuziek die hoofdzakelijk eind jaren zestig tot begin jaren zeventig populair was. Het was een mengeling van garagerock en Monkees-achtige teenyboppermuziek: begeleiding door een elektronisch orgel of hammondorgel, handgeklap, doowopachtige achtergrondzang, simpele refreinen en gitaarakkoorden en een op de jerk gebaseerd ritme. Soms zijn er invloeden vanuit de psychedelische muziek en noemt men deze substroming 'psychedelische bubblegum'. De cross-over van bubblegum met punkrock wordt bubblegumpunk genoemd. De term bubblegum is beladen, zeker Europese artiesten die zelf eigenlijk ook bubblegum maakten, gebruikten voor zichzelf deze term absoluut niet omdat hij kinderachtig zou zijn. De term refereert aan de marketingstrategie die geassocieerd is aan dit genre en stelt dat muziek een wegwerpbaar product is, net als bubblegum (en andere kauwgom).
Het nummer Green tambourine van Amerikaanse groep The Lemon Pipers uit 1967 wordt beschouwd als de doorbraak voor dit genre, maar Hanky Panky van Tommy James and the Shondells was al een hit in 1966. Andere voorbeelden zijn Simon Says van 1910 Fruitgum Co., Sugar, Sugar van The Archies en Dizzy van Tommy Roe. Opmerkelijk is het grote aantal one-hit wonders dat dit genre heeft voortgebracht. Bekende producers in de bubblegum is het duo Jerry Kasenetz and Jeff Katz voor het label Buddha Records (nu Buddah Records). Ze namen zelf ook nummers op onder de naam Kasenetz-Katz Singing Orchestral Circus.
Soms worden artiesten uit een latere periode ook onder dit genre beschouwd, zoals Middle of the Road, de glamrockband The Sweet en later Tiffany, maar Middle of the roadmuziek of Teenyboppermuziek is dan een betere benaming.
Vanaf circa 1993 kwam de teen pop opzetten met artiesten als Britney Spears en Christina Aguilera. De laatstgenoemde muziekstijl heeft echter niets gemeen met de bubblegum, behalve dat het voor een jong publiek en veelal door jonge artiesten wordt uitgevoerd. Ze is veel commerciëler en grootser geproduceerd en heeft haar wortels in de dance en r&b.

## Enkele bubblegumartiesten
- 1910 Fruitgum Company
- Crazy Elephant (hitje Gimme Gimme Good Lovin')
- K3
- The Archies
- The Lemon Pipers
- The Monkees
- The Ohio Express
- The Royal Guardsmen (hitje Snoopy vs. the Red Baron)
- Tommy James and the Shondells
- Tommy Roe